# FCみやぎバルセロナ
FCみやぎバルセロナ（エフシーみやぎバルセロナ、FC Miyagi Barcelona）は、宮城県仙台市を本拠地として活動するサッカーのクラブチームである。スペインのFCバルセロナとは全く関係がないが、名称やエンブレムの類似性などから誤解されることが非常に多い。単に「FCみやぎ」とも表記される。

## 概要
マイルドスポーツ株式会社により運営され、ジュニアユース・女子（U-15）の2つのカテゴリーで活動している。
1998年3月にジュニアユースチームとして発足し、2001年にユース、2011年に女子チームが発足。2時間の練習時間のうち90分を個人技術に当てる、パスを禁止する など個の強化を重視するクラブとして知られる。
2004年に1期生の西山貴永が川崎フロンターレに入団し、以降丹野研太、香川真司などの選手を輩出している。特に香川は、初めてJリーグクラブのアカデミーに所属していない選手として高校卒業前にプロ入りした。各年代別日本代表にも多くの選手が選出されている。
2016年には連帯貢献金制度によって得られた香川の移籍金で練習場の人工芝ピッチを改修した。

## カテゴリー

### ジュニアユース
1998年発足。2001年の第16回日本クラブユースサッカー選手権 (U-15)大会ではベスト8、2007年の高円宮杯第19回全日本ユース(U-15)サッカー選手権大会ではベスト16に進出。

### ユース
2001年発足。2013年時点で活動を休止している。

### 女子（U-15）
2011年にチーム登録。チャレンジリーグに所属する常盤木学園高校の下部組織としてU-15なでしこアカデミーカップに参戦している。2012年の第17回全日本女子ユース選手権大会でベスト16進出。マイナビTHFAU-15女子サッカーリーグにも参戦中。

## 大会成績
- ジュニアユース
  - 日本クラブユースサッカー選手権(U-15)大会 ベスト8
  - 高円宮杯第19回全日本ユース(U-15)サッカー選手権大会 ベスト16
  - JFA 全日本U-15サッカー大会宮城県大会 準優勝 2回
- 女子
  - JFA 全日本U-15女子サッカー選手権大会東北大会 優勝4回
  - JFA 全日本U-15女子サッカー選手権大会 ベスト16

## クラブ出身選手
- 西山貴永 - 1期生（ジュニアユース）：FIFTYCLUB
- 丹野研太 - 2期生：川崎フロンターレ
- 山形雄介 - 2期生：スタリオンFC（フィリピン）
- 斉藤雄大 - 2期生：元ツエーゲン金沢
- 青山隼 - 3期生（ジュニアユース）：元徳島ヴォルティス
- 東浩史 - 3期生：AC長野パルセイロ
- 香川真司 - 4期生：セレッソ大阪
- 橋本巧 - 4期生（ジュニアユース）： 元藤枝MYFC
- 児玉桂子 - 8期生（ジュニアユース）： アルビレックス新潟レディース
- 鈴木隆雅 - 9期生：栃木シティFC
- 福井一城 - 9期生（ジュニアユース）：大分トリニータコーチ
- 千田海人 - 10期生：東京ヴェルディ
- 佐々木美和 - 11期生（ジュニアユース）： ベガルタ仙台レディース

- 狩野海晟 - 17期生：モンテディオ山形
- 鈴木璃萊−20期生 : ノルディーア北海道

## 所在地
- FCみやぎ事務局（マイルドスポーツ内）
  - 宮城県仙台市泉区泉中央1丁目42-5
- 主な練習場
  - 泉パークタウンフットサル場（宮城県仙台市泉区明通1丁目1-16）